# NGC 1275
NGC 1275 је лентикуларна галаксија у сазвежђу Персеј која се налази на NGC листи објеката дубоког неба.
Деклинација објекта је + 41° 30' 41" а ректасцензија 3h 19m 48,1s. Привидна величина (магнитуда) објекта NGC 1275 износи 11,7 а фотографска магнитуда 12,7. NGC 1275 је још познат и под ознакама UGC 2669, MCG 7-7-63, CGCG 540-103, 3C 84 , IRAS 03164+4119, Perseus A, PGC 12429.